# Pierre Abadie-Landel
Pierre Abadie-Landel (Parigi, 22 agosto 1896 – 23 settembre 1972) è stato un pittore francese.

## Biografia
Entrato all'Accademia delle belle arti di Parigi nel 1917, si affermò in seguito come pittore di paesaggi e di dipinti di genere, partecipando a molte esposizioni parigine e guadagnandosi premi e riconoscimenti.